# Kutaisi
Kutaisi (tiếng Gruzia: ქუთაისი [kʰutʰɑisi]) là thành phố đông dân thứ 3 của Gruzia, sau Batumi. Về mặt truyền thống, đây là thành phố quan trọng thứ hai của đất nước chỉ sau thủ đô Tbilisi. Kutaisi cách Tbilisi 221 kilômét (137 dặm) về phía tây, nằm bên sông Rioni, và là thủ phủ vùng Imereti. Trong lịch sử đây luôn là một thành phố lớn của Gruzia, từng là kinh đô vương quốc Gruzia vào thời Trung Cổ, rồi sau đó là kinh đô vương quốc Imereti. Từ năm 2012 đến tháng 12, 2018, Kutaisi là nơi đặt quốc hội Gruzia.

## Địa lý
Kutaisi nằm hai bên sông Rioni, ở độ cao 125–300 mét (410–984 foot) trên mực nước biển. Về phía đông và đông bắc, Kutaisi giáp mặt với các chân đồi bắc Imereti, về phía bắc là dãy Samgurali, còn về phía tây và nam là đồng bằng Colchis.

### Quang cảnh
Phía đông bắc và tây bắc Kutaisi là những cánh rừng cây rụng lá. Vùng ngoại vi chủ yếu mang dáng vóc nông thôn. Trung tâm thành phố có nhiều sân vườn còn dọc phố xá thì có những hàng cây cao. Mùa xuân, khi tuyết bắt đầu tan trên những ngọn núi lân cận, sông Rioni hứng nước chảy mạnh mẽ.

### Khí hậu

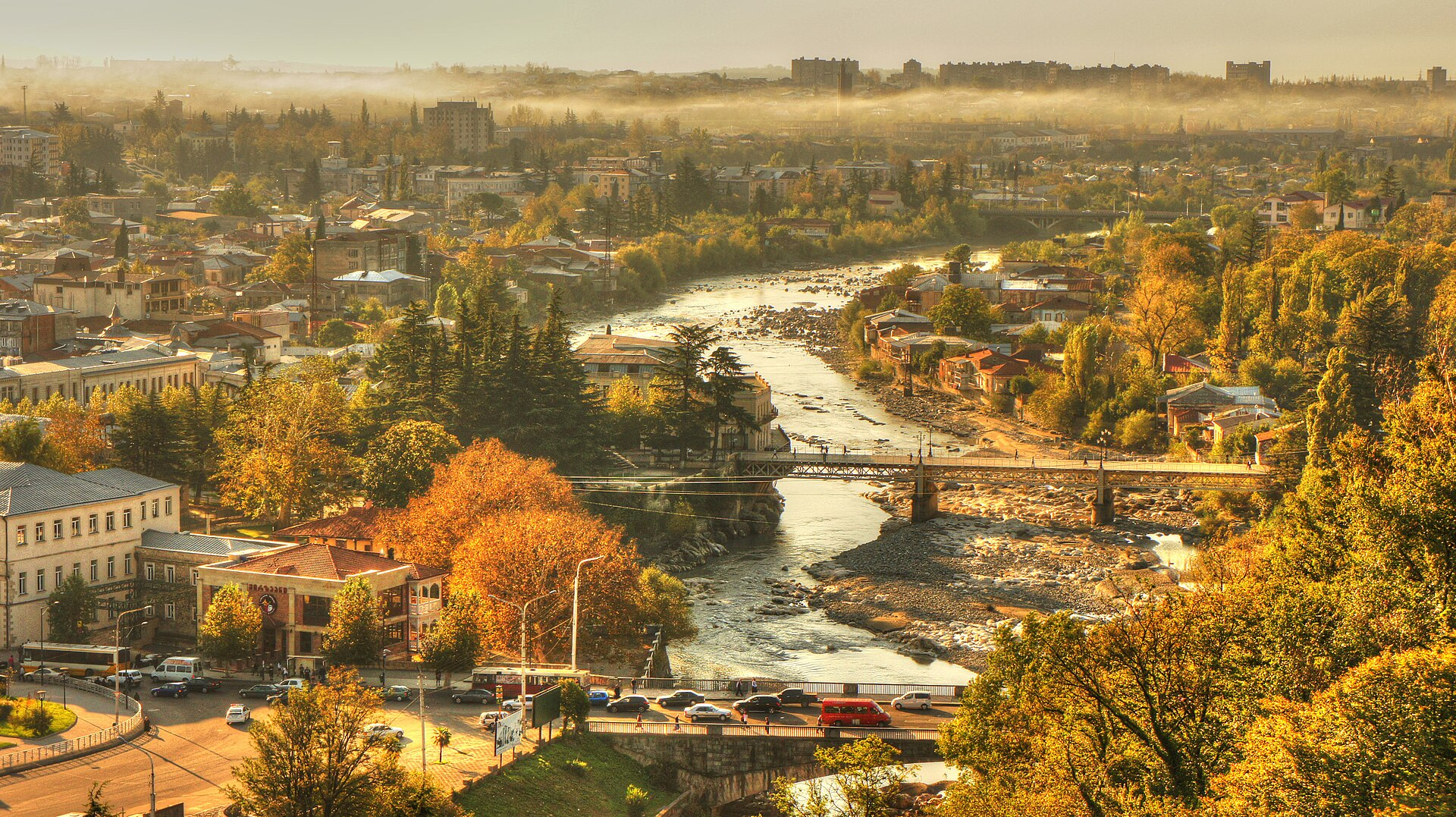
Buổi sáng thơ mộng ở Kutaisi

Kutaisi có khí hậu cận nhiệt đới ẩm (phân loại khí hậu Köppen Cfa). Với kiểu khí hậu đặc trưng của vùng đồng bằng Colchis, thành phố đón gió mùa rõ rệt từ biển vào trong những tháng mùa thu và mùa đông, tạo nên mùa hè nóng, mùa đông lạnh và ẩm. Nhiệt độ trung bình hàng năm là 14.8 °C (58.6 °F), trong khi đó tháng 1 có nhiệt độ trung bình thấp nhất vào khoảng 5.4 °C (41.7 °F), còn tháng 8 là tháng nóng nhất, sở hữu nhiệt độ trung bình 24.7 °C (76.5 °F). Nhiệt độ thấp nhất được ghi nhận là −17.0 °C (1.4 °F) và cao nhất là 43.1 °C (109.6 °F) vào ngày 30 tháng bảy năm 2000.

Lượng mưa trung bình hàng năm ở Kutaisi là khoảng 1500mm (59.06 inch) và có thể có mưa trong mọi mùa. Thành phố thường xuyên có tuyết rơi dày, ướt (tuyết rơi dày 30 cm / 12 in hoặc hơn cho mỗi trận bão tuyết không phải là hiếm) vào mùa đông, nhưng lớp tuyết phủ thường không kéo dài quá một tuần. Có khoảng 15,5 ngày trong năm có tuyết dày. Kutaisi có gió đông mạnh vào mùa hè thổi xuống từ những ngọn núi gần đó.
| Dữ liệu khí hậu của Kutaisi              | Dữ liệu khí hậu của Kutaisi | Dữ liệu khí hậu của Kutaisi | Dữ liệu khí hậu của Kutaisi | Dữ liệu khí hậu của Kutaisi | Dữ liệu khí hậu của Kutaisi | Dữ liệu khí hậu của Kutaisi | Dữ liệu khí hậu của Kutaisi | Dữ liệu khí hậu của Kutaisi | Dữ liệu khí hậu của Kutaisi | Dữ liệu khí hậu của Kutaisi | Dữ liệu khí hậu của Kutaisi | Dữ liệu khí hậu của Kutaisi | Dữ liệu khí hậu của Kutaisi |
| Tháng                                    | 1                           | 2                           | 3                           | 4                           | 5                           | 6                           | 7                           | 8                           | 9                           | 10                          | 11                          | 12                          | Năm                         |
| ---------------------------------------- | --------------------------- | --------------------------- | --------------------------- | --------------------------- | --------------------------- | --------------------------- | --------------------------- | --------------------------- | --------------------------- | --------------------------- | --------------------------- | --------------------------- | --------------------------- |
| Cao kỉ lục °C (°F)                       | 22 (72)                     | 26 (79)                     | 32 (90)                     | 34 (93)                     | 37 (99)                     | 40 (104)                    | 42 (108)                    | 40 (104)                    | 40 (104)                    | 35 (95)                     | 29 (84)                     | 25 (77)                     | 42 (108)                    |
| Trung bình ngày tối đa °C (°F)           | 7.7 (45.9)                  | 8.9 (48.0)                  | 13.1 (55.6)                 | 18.2 (64.8)                 | 23.3 (73.9)                 | 26.4 (79.5)                 | 28.1 (82.6)                 | 28.9 (84.0)                 | 25.8 (78.4)                 | 21.3 (70.3)                 | 15.2 (59.4)                 | 10.3 (50.5)                 | 18.9 (66.0)                 |
| Trung bình ngày °C (°F)                  | 5.2 (41.4)                  | 5.8 (42.4)                  | 8.4 (47.1)                  | 12.9 (55.2)                 | 17.9 (64.2)                 | 21.0 (69.8)                 | 23.2 (73.8)                 | 23.6 (74.5)                 | 20.5 (68.9)                 | 16.4 (61.5)                 | 11.5 (52.7)                 | 7.5 (45.5)                  | 14.5 (58.1)                 |
| Tối thiểu trung bình ngày °C (°F)        | 1.2 (34.2)                  | 1.8 (35.2)                  | 4.6 (40.3)                  | 7.7 (45.9)                  | 12.4 (54.3)                 | 15.9 (60.6)                 | 18.9 (66.0)                 | 19.5 (67.1)                 | 16.1 (61.0)                 | 11.9 (53.4)                 | 7.5 (45.5)                  | 3.5 (38.3)                  | 10.1 (50.2)                 |
| Thấp kỉ lục °C (°F)                      | −17 (1)                     | −14 (7)                     | −10 (14)                    | −3 (27)                     | 2 (36)                      | 7 (45)                      | 10 (50)                     | 10 (50)                     | 3 (37)                      | −3 (27)                     | −11 (12)                    | −14 (7)                     | −17 (1)                     |
| Lượng Giáng thủy trung bình mm (inches)  | 106 (4.2)                   | 129 (5.1)                   | 100 (3.9)                   | 112 (4.4)                   | 85 (3.3)                    | 105 (4.1)                   | 106 (4.2)                   | 86 (3.4)                    | 116 (4.6)                   | 108 (4.3)                   | 141 (5.6)                   | 139 (5.5)                   | 1.333 (52.6)                |
| Số ngày giáng thủy trung bình (≥ 0.1 mm) | 11.7                        | 13.8                        | 13.8                        | 13.3                        | 12.1                        | 11.9                        | 13.6                        | 11.6                        | 10.8                        | 10.3                        | 11.8                        | 14.5                        | 149.2                       |
| Độ ẩm tương đối trung bình (%)           | 68                          | 68                          | 69                          | 66                          | 69                          | 72                          | 76                          | 75                          | 74                          | 71                          | 65                          | 64                          | 70                          |
| Nguồn: Deutscher Wetterdienst            |                             |                             |                             |                             |                             |                             |                             |                             |                             |                             |                             |                             |                             |

## Dân số
Thành phố có dân số khoảng 130,411 người (2023), chủ yếu là người Gruzia, Nga, Armenia, Do Thái và một số sắc dân khác.

## Các đơn vị hành chính
Có 13 đơn vị hành chính ở Kutaisi:
1. Avtokarkhana
2. Gamarjveba
3. Gumati
4. Vakisubani
5. Kakhianouri
6. Mukhnari
7. Nikea
8. Sapichkhia
9. Sulkhan-Saba
10. Ukimerioni
11. City-museum
12. Dzelkviani
13. Zastava

## Thành phố kết nghĩa
Kutaisi kết nghĩa với:
- Ashkelon, Israel
- Columbia, Hoa Kỳ
- Dnipro, Ukraina
- Ganja, Azerbaijan
- Gomel, Belarus
- Karşıyaka, Thổ Nhĩ Kỳ
- Kharkiv, Ukraina
- Lai Vu, Tế Nam, Trung Quốc
- Lviv, Ukraina
- Mykolaiv, Ukraina
- Nam Xương, Trung Quốc
- Newport, Wales, Vương quốc Anh
- Poznań, Ba Lan
- Sumy, Ukraina
- Szombathely, Hungary
- Ungheni, Moldova
- Valka, Latvia
- Zhytomyr, Ukraina